# ثقافة الشارع للأطفال

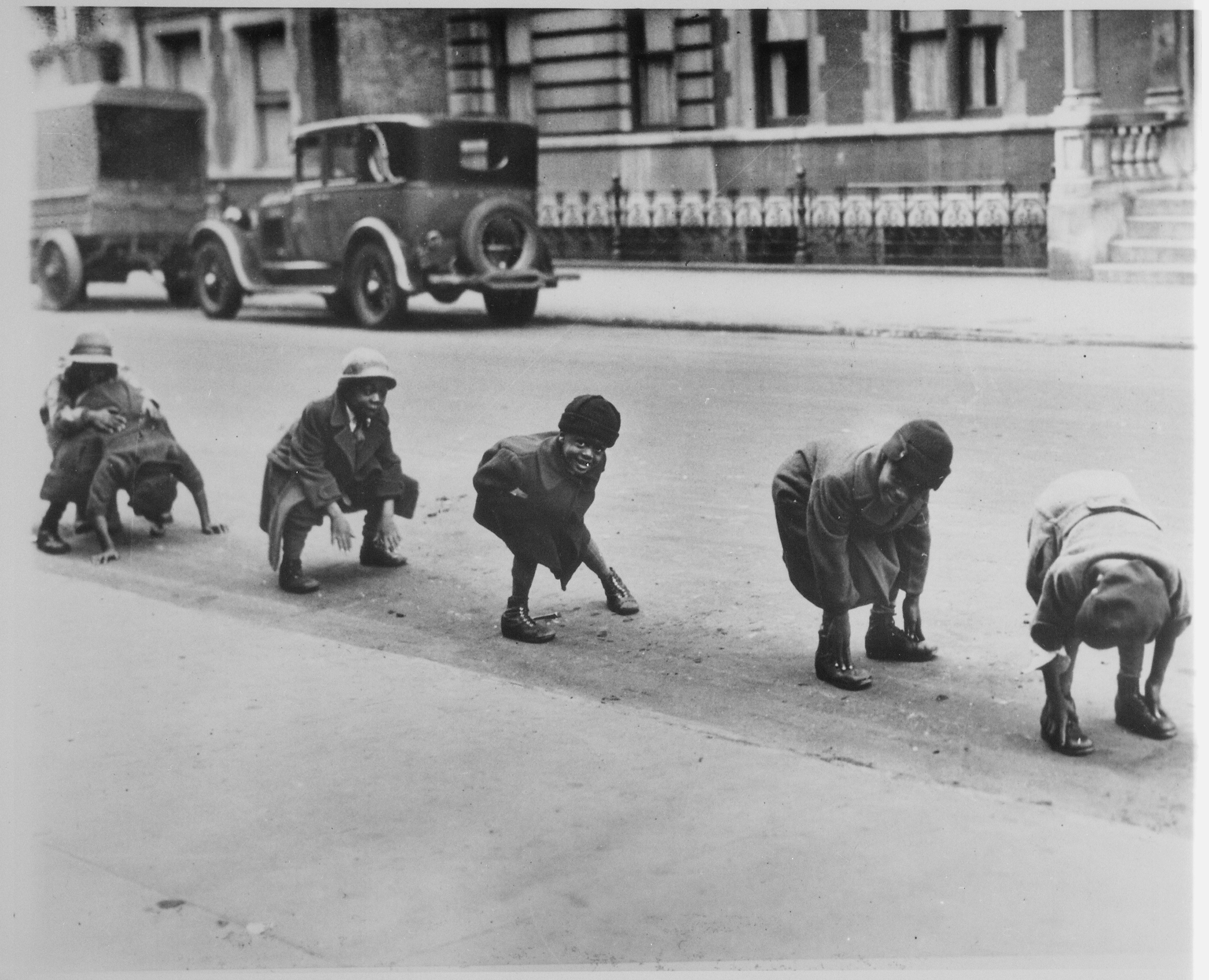
أطفال يلعبون قفزة الضفدع في أحد شوارع هارلم، كاليفورنيا. 1930

تشير ثقافة الشارع للأطفال إلى الثقافة التراكمية التي انشأها الأطفال الصغار بشكل جماعي. هو الأكثر شيوعا عند الأطفال التي تتراوح اعمارهم بين (4- 8) سنوات أقوى ما تكون في المناطق الصناعية العاملة في المناطق الحضارية حيث يتمتع الأطفال بحرية في المكوث في الشوارع لفترات طويلة، أنشىء ثقافة الشارع الأطفال وحافظوا عليه أنفسهم.
وتحدث ثقافه الشوارع للأطفال الصغار في الشوارع والارصفة الهادئة والملاعب؛ وتضمن في الكثير من الأحيان العديد من المواد التي يعثر عليها مثل: مقاعد السيارة القديمه والاطارات والالوح الخشبية ويتخذ الأطفال المواد لإنشاء ملجأ أو مقر مؤقت ويكون مكان اللإجتماع خلال فصل الصيف وتختلف من مكان إلى آخر إلا أنها تشترك في العديد من الثقافات ومن مصوري الشوارع روجر ماين وهيلين ليفيت روبرت دويسنوس. يأكد بحث روبين مور على حاجه الأطفال إلى مناطق هامشية لا تخضع للإشراف على مسافة قريبة من المنازل مجلتان اكاديميتان لهذة المجال مجلة Play&Folklore وجغرافيات الأطفال
-بين عامي 1922 و1933 قُتل أكثر من 12000 طفل في إنجلترا وويلز في حوادث السيارات.